# Belica (Fluss)
Die Belica [beliʦa] (serbisch-kyrillisch Белица) ist ein linker Nebenfluss der Morava in Serbien, der die zentral gelegene Stadt Jagodina durchfließt. Er entspringt auf etwa 350 m Höhe und fließt über etwa 20 km in einem weiten Bogen zunächst nach Südost, dann nach Osten und schließlich Nordost. Kurz vor seiner Mündung kreuzt er heute den Straßenverlauf den Autoput A1.